# Burg Neckarstetten
Die Burg Neckarstetten ist eine abgegangene Burg im Bereich der Wüstung Neckarstetten südwestlich von Deißlingen und südsüdwestlich von Rottweil im Landkreis Rottweil in Baden-Württemberg.
Von der nicht mehr genau lokalisierbaren Burganlage ist nichts erhalten.